# Thabo Makgoba

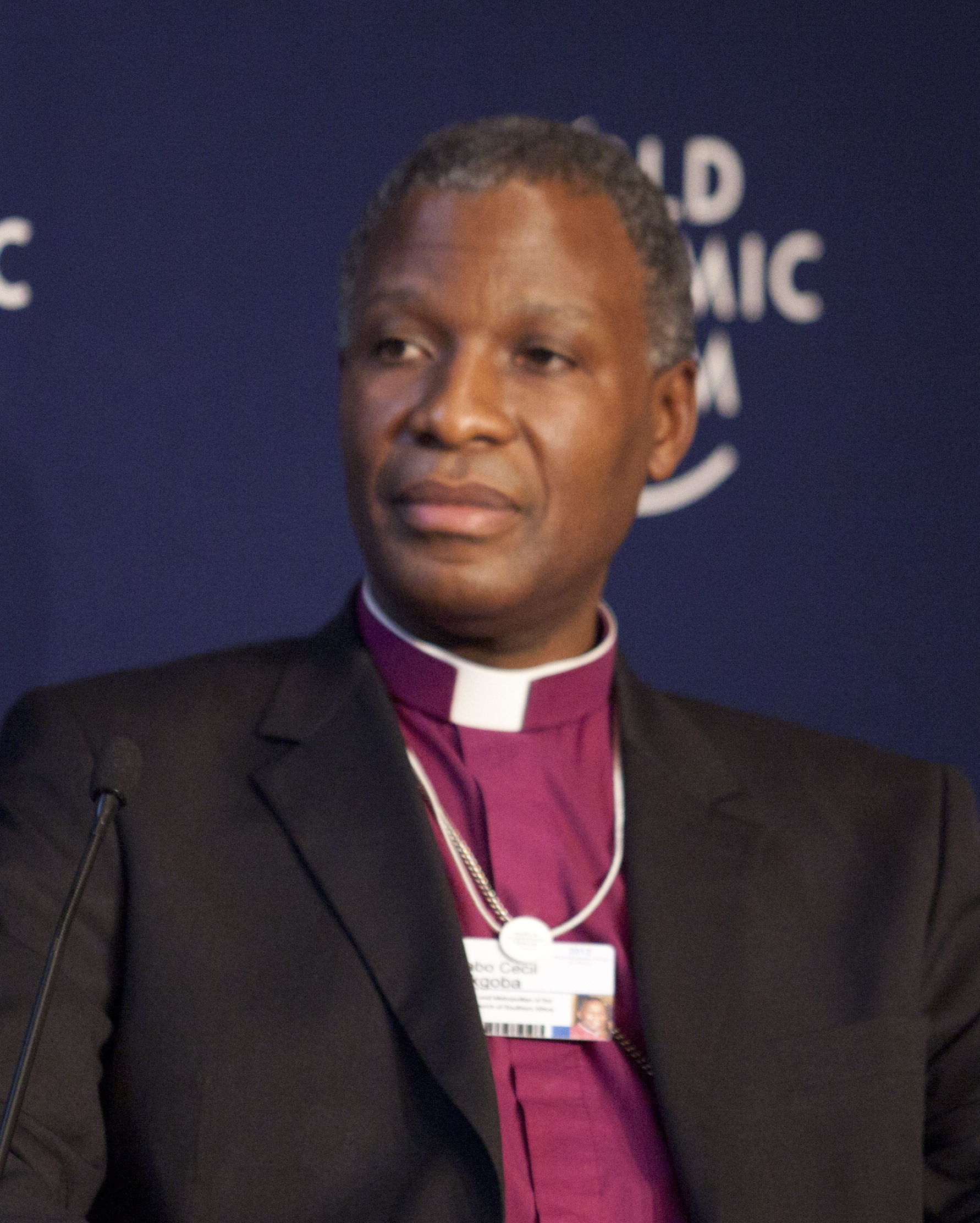
Thabo Makgoba beim Weltwirtschaftsforum 2012

Thabo Cecil Makgoba (* 15. Dezember 1960 in Alexandra, Johannesburg) ist ein südafrikanischer Theologe. Seit 2007 amtiert er als Erzbischof von Kapstadt und Primas der anglikanischen Church of Southern Africa.

## Leben
Makgoba wuchs in Alexandra auf. Er besuchte die dortige Pholosho Primary School und anschließend die Orlando High School in Soweto, wo er sein Matric ablegte. Er erwarb einen Bachelor of Science und einen Bachelor of Arts (Hons.) in Applied Psychology an der University of the Witwatersrand in Johannesburg. Anschließend besuchte er bis 1989 das St. Paul’s College in Grahamstown, um anglikanischer Priester zu werden. Er heiratete Lungelwa „Lungi“ Manona, die Tochter des Sozialanthropologen Cecil Manona (1937–2013). Er erhielt einen Master of Education in Educational Psychology an der University of the Witwatersrand, wo er von 1993 bis 1996 auch als Senior Lecturer angestellt war. Er war Curate der St. Mary’s Cathedral in Johannesburg sowie Kaplan der University of the Witwatersrand. Anschließend war er in Johannesburg als Priester für die St Alban’s Church in Ferreirastown zuständig, bevor er zur Kirche Christ the King in Sophiatown wechselte. Dort war er ab 1999 Archidiakon.
2002 wurde er Suffraganbischof von Queenstown, 2004 Bischof der übergeordneten Diözese Grahamstown. Am 31. Dezember 2007 erfolgte schließlich als Nachfolger von Njongonkulu Ndungane die Weihe zum Erzbischof von Kapstadt und er trat damit in die Funktion des Primas, dem höchsten Amt der Anglican Church of Southern Africa. Bei der Ernennung war er der jüngste Primas in der Geschichte der Kirchenprovinz.
2009 promovierte Makgoba an der University of Cape Town mit einer Arbeit zur Spiritualität arbeitsunfähiger Bergleute. Von Juli 2011 bis April 2012 war er Mitglied der Press Freedom Commission.
2012 führte er Ellinah Wamukoya als erste Frau in Afrika in ihr Amt als Bischöfin der Diözese Swasiland ein. Seit 2012 amtiert Makgoba als Chancellor der University of the Western Cape. Er trat mehrmals auf Podiumsdiskussionen des Weltwirtschaftsforums in Davos auf. The Archbishop Thabo Makgoba Development Trust ist eine von ihm geführte Stiftung, die sich gegen soziale Ungleichheit wendet. Sie arbeitet in den Feldern schulische Ausbildung, berufliche Förderung und Gesundheitserziehung.
Am 28. Mai 2017 hielt er die Predigt im Abschlussgottesdienst des 36. Deutschen Evangelischen Kirchentags in Wittenberg.
Makgoba ist mit Lungelwa Makgoba verheiratet; sie haben zusammen zwei Kinder.

## Positionen

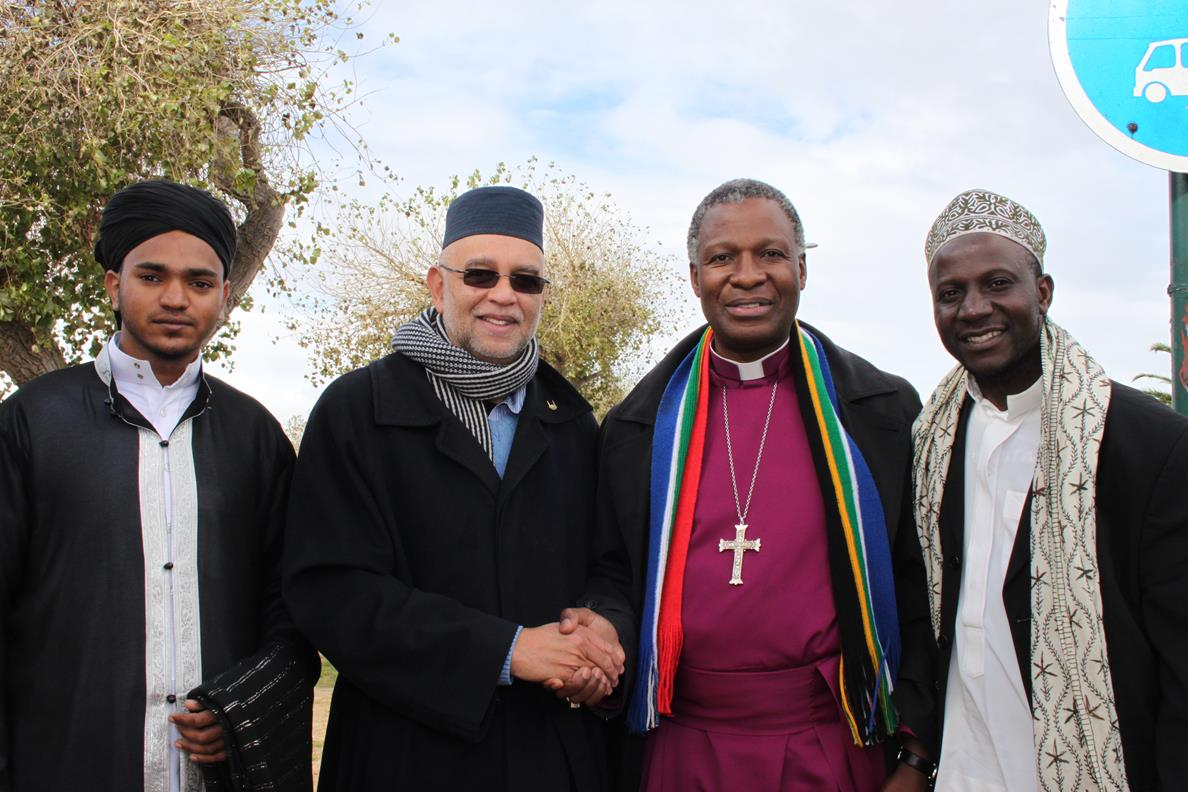
Makgabo (2.v.r.) mit weiteren Geistlichen am Internationalen Nelson-Mandela-Tag 2013

- Auf der Synode 2009 wurden Leitlinien zum Umgang der anglikanischen Kirche mit homosexuellen Paaren verabschiedet, die auch in den Staaten der Kirchenprovinz zur Anwendung kommen sollen, die nicht wie Südafrika eine für Homosexuelle liberale Gesetzgebung haben.
- Im September 2015 beteten er und die übrigen anglikanischen Bischöfe der Kirchenprovinz an der Stätte des Marikana-Massakers für alle Beteiligten des Massakers. Makgoba sprach ihnen seinen Segen aus.[6]
- In seiner Weihnachtspredigt im Jahr 2016 wies Makgoba das Ansinnen von Präsident Jacob Zuma, die Kirchen mögen sich nicht in die Politik einmischen, deutlich zurück.[7]

## Werke
- 2005: Connectedness. Kurzmemoiren. Pretext, Cape Town.
- 2011: Workplace Spirituality in a Context – A reflection from a perspective of spinal cord injured mine workers. Dissertation. Lambert Academic Publishing, ISBN 978-3-8454-7602-5.

## Ehrungen
- 2008 erhielt Makgoba das Cross of St. Augustine, die zweithöchste Auszeichnung der anglikanischen Kirche.
- 2009 wurde Makgoba mit einem Ehrendoktortitel des General Theological Seminary in New York ausgezeichnet.[2]
- 2023 erhielt Makgoba zusammen mit Heinrich Bedford-Strohm den Tutzinger Löwen der Evangelischen Akademie Tutzing.[8]